# Organismo público no departamental
En el Reino Unido, un Non-departmental public body (NDPB) (Organismo público no departamental)  es una clasificación aplicada por la Oficina del Gabinete, el Tesoro, el Gobierno escocés y el Ejecutivo de Irlanda del Norte a las organizaciones del sector público que tienen un papel en el proceso del gobierno nacional pero que no forman parte de un departamento gubernamental. Los NDPB llevan a cabo su trabajo en gran medida de forma independiente de los ministros y son responsables ante el público a través del Parlamento; sin embargo, los ministros son responsables de la independencia, efectividad y eficiencia de los organismos públicos no departamentales en su cartera.
El término incluye los cuatro tipos de NDPB (juntas ejecutivas, consultivas, judiciales y de supervisión independientes), pero excluye las corporaciones públicas y las emisoras públicas (BBC, Channel 4 y S4C).

## Tipos de organismos
El Gobierno del Reino Unido clasifica los organismos en cuatro tipos principales. El Gobierno escocés también tiene una quinta categoría: organismos del NHS.

### NDPB consultivas
Estos organismos consisten en juntas que asesoran a los ministros en áreas políticas particulares. A menudo cuentan con el apoyo de una pequeña secretaría del departamento matriz, y ese departamento paga todos los gastos.

### NDPB ejecutivas
Estos organismos generalmente prestan un servicio público en particular y son supervisados por una junta en lugar de ministros. Los nombramientos los hacen los ministros siguiendo el Código de Prácticas del Comisionado para Nombramientos Públicos. Emplean a su propio personal y asignan sus propios presupuestos.

### NDPB jurídicas
Estos organismos tienen jurisdicción sobre un área de la ley. Están coordinados por el Servicio de Juzgados y Tribunales de Su Majestad, una agencia ejecutiva del Ministerio de Justicia, y supervisados por el Consejo Administrativo de Justicia y Tribunales, que a su vez es un NDPB patrocinado por el Ministerio de Justicia.

### Junta de monitoreo independiente
Estos organismos se conocían anteriormente como "juntas de visitantes" y son responsables del estado de las cárceles, su administración y el trato a los presos. El Ministerio del Interior es responsable de sus costos y tiene que anotar todos los gastos.

## Contraste con agencias ejecutivas, departamentos no ministeriales y quangos
El NDPB difiere de las agencias ejecutivas ya que no se crean para llevar a cabo órdenes o políticas ministeriales, sino que son más o menos autodeterminantes y disfrutan de una mayor independencia. Tampoco son directamente parte del gobierno, como un departamento gubernamental no ministerial que está separado tanto de los ministros como de cualquier asamblea o parlamento electo. Normalmente, un NDPB se establecería bajo estatuto y sería responsable ante el Parlamento en lugar de ante el Gobierno de Su Majestad. Este acuerdo permite una mayor independencia financiera, ya que el Gobierno está obligado a proporcionar fondos para cumplir con las obligaciones legales.
Los NDPB a veces se denominan quangos. Sin embargo, este término originalmente se refería a organismos cuasi ONG que son, al menos ostensiblemente, organizaciones no gubernamentales, pero que, sin embargo, desempeñan funciones gubernamentales. El acrónimo "organización gubernamental nacional cuasi autónoma" se usa en este uso que normalmente es peyorativo.

## Historia, números y poderes
En marzo de 2009, había casi 800 organismos públicos patrocinados por el Gobierno del Reino Unido. Este total incluía 198 NDPB ejecutivos, 410 órganos consultivos, 33 tribunales, 21 corporaciones públicas, el Banco de Inglaterra, 2 autoridades públicas de radiodifusión y 23 organismos del NHS. Sin embargo, la clasificación es conservadora y no incluye organismos que son responsabilidad del gobierno descentralizado, varias juntas de nivel inferior( incluido un número considerable dentro del NHS) y también otras juntas que operan en el sector público(por ejemplo, gobernadores escolares y autoridades policiales).
Estos organismos designados desempeñaban una gran variedad de tareas, por ejemplo, fideicomisos de salud o la Agencia de Desarrollo de Gales, y en 1992 eran responsables de alrededor del 25% de todos los gastos gubernamentales en el Reino Unido. Según la Oficina del Gabinete, su gasto total para el año fiscal 2005-06 fue de £167 mil millones.
A marzo de 2020, había 237 organismos públicos no departamentales.

## Criticismo
Los críticos argumentaron que el sistema estaba abierto a abusos, ya que la mayoría de los NDPB tenían a sus miembros nombrados directamente por ministros del gobierno sin una elección o consulta con la gente. La prensa, crítica de lo que se percibía como la complacencia de los conservadores en el poder en la década de 1990, presentó mucho material interpretado como evidencia de prácticas gubernamentales cuestionables.
Esta preocupación llevó a la formación de un Comité de Estándares en la Vida Pública (el Comité Nolan) que informó por primera vez en 1995 y recomendó la creación de un "comisionado de nombramientos públicos" para asegurarse de que se cumplieran los estándares apropiados en el nombramiento de miembros de NDPBs. El Gobierno aceptó la recomendación y en noviembre de 1995 se estableció la Oficina del Comisionado para Nombramientos Públicos.
Mientras estaba en la oposición, el Partido Laborista prometió reducir el número y el poder de los NDPB. El uso de NDPBS continuó bajo el gobierno laborista en funciones de 1997 a 2010, aunque la controversia política asociada con NDPBS a mediados de la década de 1990 en su mayor parte desapareció.
En 2010, la coalición Conservadora-Liberal del Reino Unido publicó una revisión de NDPBS recomendando el cierre o la fusión de casi doscientos organismos y la transferencia de otros al sector privado. Este proceso se denominó coloquialmente la "hoguera de los quangos".

## Clasificación en cuentas nacionales
Los NDPB están clasificados bajo el código S. 13112 del Sistema Europeo de Cuentas (SEC.95). Sin embargo, Statistics UK no desglosa los detalles de estos organismos y se consolidan en el Gobierno General (S. 1311).